# 公企業
公企業（こうきぎょう、英語: public enterprise、ドイツ語: öffentliches Unternehmen、フランス語: entreprise publique）とは、国や地方公共団体が所有・経営する企業である。対義語は私企業。

## 概要
公企業は、公共目的をもって設立され、その目的を実現するために存在する。公企業の成立過程は国ごとに特徴があり、フランスやドイツ、イタリアのように、比較的早い段階から一定の公企業が存在していた国もあれば、アメリカやイギリスのように、中央銀行や造幣、郵便等の特定の分野にのみ存在した国もある。
資本主義社会では、財やサービスの生産・供給は、基本的に私企業が行うものであり、理念的には例外的存在である。しかし、第二次世界大戦後、社会民主主義の資本主義改良思想の影響下に、公企業の占める率が増大したため、公企業は例外的な存在ではなくなった。
その後、1970年代からの世界的な経済停滞や1980年代の技術革新、国際経済関係の流動化等を背景に、「政府の失敗」に対する反省の下、主要先進国では、今度は公企業の民営化や規制緩和が進められている。
なお、「公企業」という概念は、「私企業」との関連において問題となるものであるため、資本主義経済において成立するものだと指摘される。

## 「公企業」概念
「公企業」という概念は、実定法上定義されたものではなく、学問上発達した概念であるため、必ずしも一義的に定まってはいない。そこで、行政法学や経済学、経営学等の学問分野において、多くの研究者によって様々な観点からニュアンスの異なる概念構成がされている。
まず、「主体」のみによる概念構成がある。「公企業」といったとき、その「主体」が公の団体（国や地方公共団体）であることは前提とされているが、この見解は、国家または公共団体の営む全ての事業を公企業とする立場である（最広義の公企業）。この定義によれば、専売事業や地方公共団体の経営する純営利的事業も公企業に含まれる。経営学の分野でみられる概念構成であり、細部に相違はあるが、例えば「国または地方自治体が所有経営する企業」「国家または公共団体が所有し経営する事業」のような定義がされる。
次に、「主体」と「目的」による概念構成がある。例えば「国または公共団体が直接に社会公共の利益の為に自ら経営する非権力的な事業」のように定義されるように、資本主義における市場の欠落の修復や、近代産業の育成、社会主義的修正といった「公共目的」が、公企業と私企業を分ける最大の特質と考える。行政法学上、「公企業（öffentliches Unternehmen）」という語を用いたのは、オットー・マイヤーとされ、そこでは、公企業は「国庫的行政（fiskalische Verwaltung）」に対する形で、「公行政（öffentliche Verwaltung）」の一部であると定義されている。また、日本の行政法学上の通説とされる定義である。
この定義によれば、専売事業のような国の財政収入を目的とする事業は公企業に含まれない。それらは、あくまで「行政の私企業」ということになる。
さらに、「主体」と「目的」に加え、何らかの要件を加えた概念構成がある。例えば「交換経済性」という要件を加えて、「一定の対価を得て、労力又は財貨を供給することにより、直接に、一般人民の特定の精神的又は物質的需要を充足しようとする福利行政的作用」のように定義される。この見解は経済学の分野でみられ、「企業」概念を用いて公企業についても営利性によって概念構成するものであり、公企業概念を最も狭く解する。「交換経済性」を要件に加える定義によれば、「一定の対価」という交換経済の要件が満たされない、非経済的活動である道路や橋梁、公園等の管理作用は公企業概念から除かれることになる。
その他、「企業性」や「収益性」のような、あるいはそれと同旨の要件を加える見解がみられる。ここでいう「企業性」は私企業のような最大利潤の追求を意味するのではなく、「独立採算の達成を目標とするもの」や、「要する経費は収入をもって当てることが常に期待されていること」（「原価主義」）等とされる。
なお、古典的な公企業の定義としてしばしば引用される、ロバート・リーフマンの「所有権が公共団体たる国家または市町村に属し、貨幣的余剰の追求を目的とする営利経済体」といった定義によれば、「主体」と「営利性」によって公企業の概念構成を行っており、「目的」は要件とされない。したがって、公企業概念における「目的」を重視する立場からすれば、リーフマンのいう公企業は「行政の私企業」だということになる。

## 行政部門との関係
公企業と政治・行政部門との関係は、ヨーロッパ大陸型と英米アングロ・サクソン型に分けられる。
経済学史上も、アダム・スミス（イギリス）の自由主義とフリードリッヒ・リスト（ドイツ）の統制主義（保護主義）の対立がみられ、イギリスでは道路港湾その他の公共施設の経営を国から切り離す形態がとられたが、ドイツやフランスでは国家権力が公的施設としてこれらを建設・管理する形態がとられた。この国家戦略の違いは19世紀半ばにかけて産業革命が起こったイギリスと大陸のドイツやフランスとの間に国力や技術力の差が生じたことが背景にあるとされる。例えば鉄道事業はイギリスでは早くから私企業制度が採用されたが、ドイツでは国防上の観点から陸軍が管理した時期もあった。
日本では明治政府が国家主導型の富国強兵・殖産興業を政策とし、大陸法（ドイツ法あるいはフランス法）に傾斜した行政システムを採用した。ただし、明治初期までは未だ企業制度と政治制度の区分が明確ではなかったため企業制度と呼ぶことはできないといわれ、造船事業や貨幣鋳造事業など狭い意味での公企業に含めるかはっきりしにくいものもある。

## 所有と経営の主体
公企業は、所有主体が国か地方公共団体かによって「国有企業」（State-owned enterprise）と「地方公有企業」とに分けられる。「公有企業」は、国有企業及び地方公有企業の両方を含む広い概念である。また、経営主体に着目すれば、国が直接又は間接に経営する公企業を「国営企業」、地方公共団体が経営する公企業を「地方公営企業」といい、その両者を含む概念が「公営企業」である。
企業の組合せとしては、（1）公有公営（2）公有民営（3）民有公営（4）民有民営の4種類が考えられるが、（4）は私企業であるし、（3）についても、公的部門による所有を公企業であることの前提とすれば、これは公企業ではないということになる。
その他、実際には公私混合形態の企業も存在し、日本で第三セクターと呼ばれるものは、公私混合形態の企業を指す。
なお、日本の法令用語としての「地方公営企業」は、特に「地方公営企業法」の適用を受けるものを指すため、概念上の地方公営企業とは一致しない。
ドイツやオーストリアでは、「シュタットベルケ」と呼ばれる自治体出資の地方公営企業が活動しており、幅広い公共サービスを住民に提供している。その法的地位と組織は公有公営か混合経済型だが、民間企業として経営されており、実態は公有民営に近い。シュタットベルケは、再生可能エネルギー、都市ガス、地域熱供給などエネルギー事業の収益によって、上下水道、公共交通、廃棄物処理、公共施設（プールなど）の維持管理といった公共サービスを支える内部補助の仕組みがある。この点で日本の第三セクターや地方公営企業とは異なっている。日本でも自治体主導で新電力会社を立ち上げ、シュタットベルケに類似した地域エネルギー会社を運営する動きが出てきている。国土交通省都市局は『エネルギー施策と連携した持続可能なまちづくり事例集』（平成31年3月）でドイツのシュタットベルケと日本の地域エネルギー会社の事例を紹介している。

## 組織形態

### 官庁企業
公企業には、行政組織の中に組み込まれているものから、行政組織から独立した法人形態をとるものまで、様々な形態のものが存在する。
公企業のうち、行政組織の枠の中に組み込まれているものは、「行政企業」または「官庁企業」という。そのうち、一般の行政機関と同様の行政上の規制を受けるものは、「純粋行政企業」または「純粋官庁企業」と呼ばれる。これらは、行政そのものであり、日本における、かつての造幣局や現在の国有林事業のような、政府直轄（直営）事業がこれに該当する。他方、独立採算制が維持される等、ある程度の自主化が図られたものは、「自主化行政企業」等と呼ばれ、日本における地方公営企業法上の地方公営企業がこれに当たる。

### 法人形態の公企業
官庁企業（行政企業）があくまで行政組織の一部門であるのに対し、独立した法人格を有する形態の公企業がある。官庁企業の非能率性に対する反省から、能率的な経営を可能とする法人形態の公企業が20世紀以降の標準的な公企業の形態となっている。
法人形態の公企業は、私企業とは異なる公法上の法人（公共体）の形態をとるものと、私企業と同一の形態（会社）をとるものに大別することができる。
前者の典型が、イギリスの中央電気局やロンドン港湾局等が起源とされる「パブリック・コーポレーション（Public Corporation）」（＝「公社」「公共企業体」）である。その他、アメリカにおけるTVA等で採用されている「ガヴァメント・コーポレーション（Government Corporation）」（＝「政府公社」「政府会社」）や、フランスの公施設法人、ドイツではドイツ国営郵便局（Deutsche Reichspost）やドイツ国営鉄道会社などで採用された国有企業の形態がその一類型である。
日本では、戦後、パブリック・コーポレーションやガヴァメント・コーポレーションに倣って、公共企業体（公社）が作られた。なお、実定法（公共企業体等労働関係法）上「公共企業体」と規定されているものは、かつてのいわゆる三公社に限定されている。しかし、「公共企業体」が、行政の非権力的作用（特に経済的作用）を独立法人方式で行う場合の公法人を指すとすれば、概念上は公団や公庫、事業団等の特殊法人も公共企業体に含ませることができる。
公企業が一般の会社（株式会社等）の形態をとる場合、組織形態としては、私企業と違いはない（この形態を「会社公企業」ということがある）。私企業形態の公企業としては、日本における特殊会社がその例である。